# Оксид галлия(I)
Оксид галлия — бинарное неорганическое соединение металла галлия и кислорода с формулой Ga2O, коричневые кристаллы.

## Получение
- Восстановление оксида галлия металлическим галлием:

{\displaystyle {\mathsf {4Ga+Ga_{2}O_{3}\ {\xrightarrow {500^{o}C}}\ 3Ga_{2}O}}}

## Физические свойства
Оксид галлия — тёмно-коричневый, серый или чёрный порошок. Устойчив в сухом воздухе. Очищается сублимацией в вакууме (500°С).

## Химические свойства
- При нагревании диспропорционирует:

{\displaystyle {\mathsf {3Ga_{2}O\ {\xrightarrow {700^{o}C}}\ 4Ga+Ga_{2}O_{3}}}}
- При нагревании на воздухе быстро окисляется:

{\displaystyle {\mathsf {Ga_{2}O+O_{2}\ {\xrightarrow {T}}\ Ga_{2}O_{3}}}}
- Является сильным восстановителем, восстанавливает серную кислоту до сероводорода:

{\displaystyle {\mathsf {2Ga_{2}O+7H_{2}SO_{4}\ {\xrightarrow {}}\ 2Ga_{2}(SO_{4})_{3}+H_{2}S\uparrow +6H_{2}O}}}